# Clubrobbers
Clubrobbers, conosciuto anche come Cenoginerz, Zini & Kantini, 040, Camilia, Mos Phat e Zupa Dupa, è un duo di DJ e produttori musicali da Eindhoven, Paesi Bassi, formato nel 1999 e composto da Michel Pollen (Kantini) e Raoul van Grinsven (DJ Zany, Zini). Hanno prodotto musica elettronica negli stili Hard Trance, Hardstyle e Hard House tra il 1999 e il 2006. Sono meglio conosciuti per la loro cover del singolo I Like It Loud, pubblicato nel 2002.

## Posto in classifica
| Paese       | Composizione              | Data       | Posizione        |
| ----------- | ------------------------- | ---------- | ---------------- |
| Regno Unito | Git Down (aka Cenoginerz) | 02.02.2002 | 75 (1 settimana) |

## Discografia

### Singoli

#### aka Clubrobbers
- 1999: Honey, Ride This! (Le Club Records)
- 1999: Bugsy's Attack (Le Club Records)
- 2000: Search For The Ball (Le Club Records)
- 2002: I Like It Loud (Kontor Records)
- 2004: White Stripes (Superplastik)
- 2006: Take Me Home Tonight (Steady Beat Records)

#### aka 040
- 1999: Spectrum Energize (vs. DJ Hein) (Steady Beat Records)
- 2000: Ibiza Dreams (Silicon Recordings)
- 2001: Dreams (feat. Erica Baxter) (Silicon Recordings)

#### aka Zupa Dupa
- 1999: Superfun (Le Club Records)

#### aka Cenoginerz
- 2000: Git Down (Top Side Records)
- 2002: You Like The Bass (Fusion Records)
- 2003: Let The Bassline Get Ya! (Superplastik)

#### aka Zini & Kantini
- 2000: Kick Ass (Le Club Records)
- 2001: Big Beat (Le Club Records)

#### aka Camilia
- 2001: Get Your Think Together (Silicon Recordings)

#### aka Mos Phat
- 2003: Shake'm (Superplastik)
- 2004: Infectious (Superplastik)
- 2004: Sceptic (Superplastik)